# أردل
أردل (بالفارسية: اردل) هي مركز مقاطعة أردال في محافظة تشهارمحال وبختياري مدينة في إيران. يقدر عدد سكانها بـ 8,162 نسمة.